# Улица Наташи Ковшовой
У́лица Ната́ши Ковшо́вой — улица в районе Очаково-Матвеевское Западного административного округа города Москвы. Проходит параллельно Большой Очаковской улице и линии железной дороги Киевского направления от 1-го Очаковского переулка до Никулинской улицы (до 6 ноября 2018 года — Проектируемого проезда № 1980, вошедшего в её состав).
Слева примыкают 4-й и 5-й Очаковские переулки; улицы Пржевальского и Марии Поливановой.
Нумерация домов начинается от 1-го Очаковского переулка.

## Происхождение названия
Названа 6 мая 1965 года в связи с 20-й годовщиной победы в Великой Отечественной войне и в целях устранения одноимённости в честь Героя Советского Союза Н. В. Ковшовой (1920—1942), снайпера, геройски погибшей в бою. Прежнее название улица Матросова.

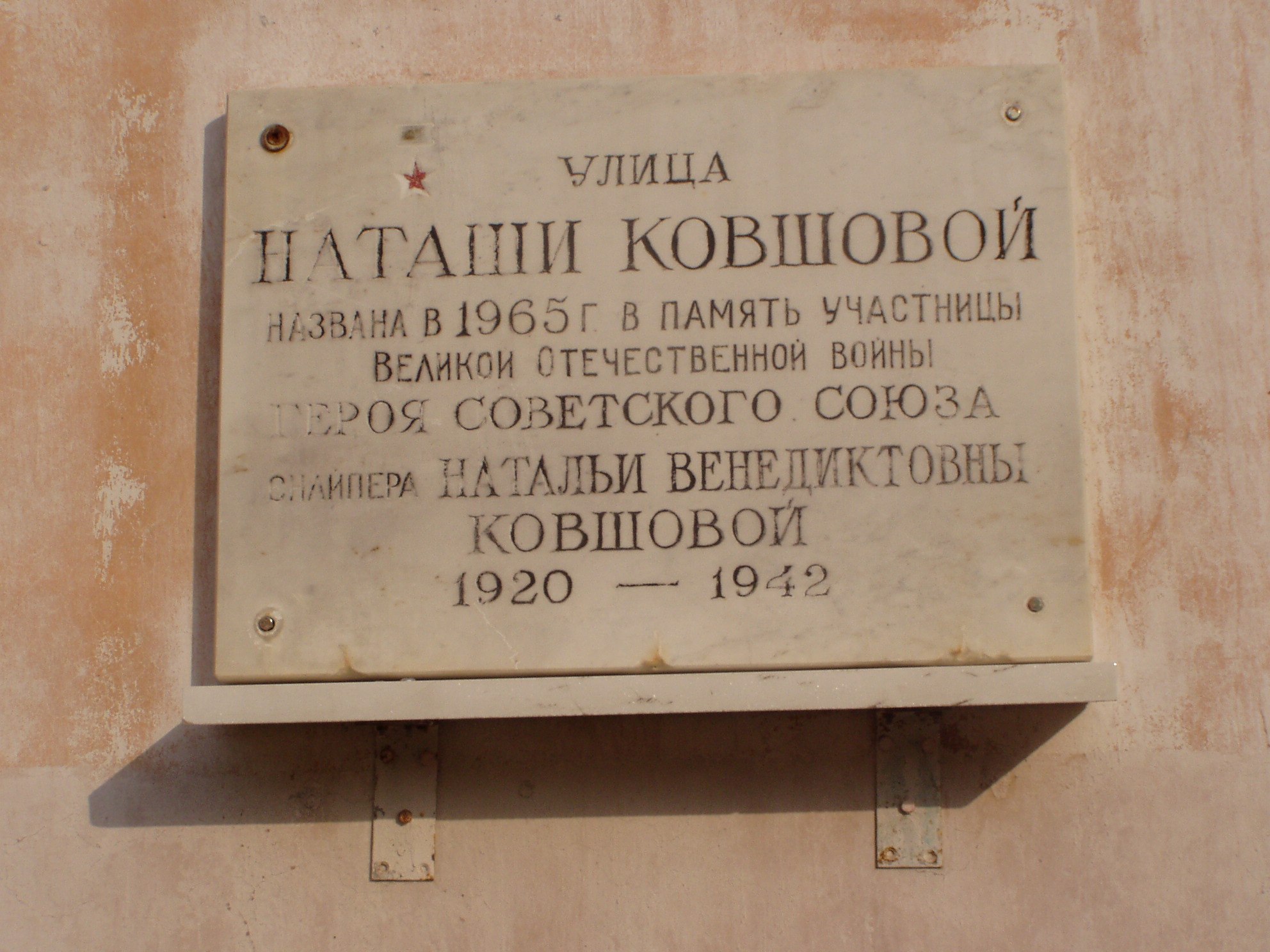
Памятная доска
на улице Наташи Ковшовой

## История
Улица возникла в конце 1940-х годов при застройке рабочего посёлка Очаково. В августе 1960 года посёлок вошёл в черту Москвы. В начале улицы сохранились кирпичные дома 1950-х годов (№ 1—7). В 2002—2003 годах между улицами Пржевальского и Марии Поливановой на месте снесённых старых домов построен новый жилой квартал (дома № 13—17). В 2006 году был построен дом № 11. В конце 2007 года улица продлена на юго-запад до Проектируемого проезда № 1980 и застроена новыми домами (№ 21—29) на месте снесённых нежилых построек.

## Здания и сооружения
По нечётной стороне:
- № 5 — Культурный центр «Мозаика». В 1970-х годах на первом этаже дома находился кинотеатр «Очаково»
- № 7 — Библиотека № 220

## Транспорт
- Станция метро «Озёрная».
- Станция МЦД «Очаково».
- По улице городской общественный транспорт не проходит. От станции метро «Озёрная», далее автобусы 226, 630, 699 до конечной остановки «МЦД Очаково».